# Hudja
Hudja, česky také Guďa, ukrajinsky Гудя, maďarsky Gödényháza,  je část obce Tekovo v korolevském jednotném územním společenství v okresu Berehovo, v Zakarpatské oblasti na Ukrajině. V roce 2001 zde žilo 594 obyvatel, z toho bylo 47,97 % obyvatel maďarské národnosti.

## Historie
Do uzavření Trianonské smlouvy byla ves součástí Uherska, poté byla (pod názvem Guďa) součástí Československa. Od roku 1945 byla obec součástí Ukrajinské sovětské socialistické republiky, která byla jednou ze svazových republik Sovětského svazu, nakonec od roku 1991 je součástí samostatné Ukrajiny.